# Helge Lindberg (arkivarie)
Helge Gustav Lindberg, född 1 juli 1908 i Skå församling, Stockholms län, död 5 april 1997 i  Uppsala domkyrkoförsamling, Uppsala
, var en svensk arkivarie.
Lindberg blev filosofie magister i Uppsala 1933 och filosofie licentiat 1946. Han anställdes vid Svenska ortnamnsarkivet i Uppsala 1934, blev arkivarie där 1946, förste arkivarie 1962 och var arkivchef 1963–74 (tf. 1960).
Lindberg var sekreterare i Ortnamnskommittén 1963–70 (tf. 1960), ledamot 1969–70, var sekreterare i Ortnamnssällskapet i Uppsala och redaktör dess årsskrift 1942–74. Han blev korresponderande ledamot av Kungliga Gustav Adolfs Akademien för svensk folkkultur 1958 och författade vetenskapliga och kulturhistoriska uppsatser och artiklar särskilt om ortnamn, i tidskrifter och dagspress.